# Rémy Michelin
 (novembre 2019).
Rémy Michelin, né en 1966 à Reims, est un photographe français spécialisé en aéronautique. En 2019, il est le premier photographe de l'histoire nommé Peintre de l'air et de l'Espace.

## Biographie
Rémy Michelin est né le 5 octobre 1966 à Reims. Dès son plus jeune âge, il arpente le bord des pistes de la base aérienne 112 de Reims armé de son appareil photo. En 1985, il entre dans l'Armée de terre, où il devient le photographe officiel du régiment. À cette même période, il rencontre Charles Noetinger, ancien pilote de chasse de l'Armée de l'Air et fondateur du musée d'aviation du Mas Palégry à Perpignan. Ce dernier sera deux ans plus tard un déclencheur important dans la carrière du photographe en lui obtenant le privilège de voler pour la première fois avec la Patrouille de France.
Depuis 1990, il a quitté l'armée pour travailler dans le privé, et il prépare en parallèle son entrée dans l'Agence Vandystadt. Lors de Visa pour l'image, il est repéré par Gérard Vandystadt lui-même. En 1994, il part pour Paris. Le jeune photographe assiste aux Jeux olympiques d'Atlanta, à plusieurs Tour de France, Grands Prix de F1, matchs de foot...
Mais ses premiers amours, les avions, le rattrapent et il se lance à son compte. S'ensuivent alors plusieurs vols à bord de plus de 60 aéronefs, notamment : Concorde, Alphajet, Canadair, Tracker, Mirage F1, Alouette III, Aircrane, Puma, Super Puma, Falcon...
En 2019, il devient le premier photographe nommé Peintre de l’Air et de l’Espace.

## Ouvrages
- 1999 : Ciel d'un jour
- 2000 : Pilote attitude
- 2000 : Dragons et pélicans
- 2002 : Au cœur du dévouement
- 2002 : De plumes et de fer
- 2003 : Au cœur de l'action : Pompiers
- 2005 : Au cœur de l'action : Aviateurs
- 2003 : Le chant de l'Alouette
- 2004 : L'ALAT, des missions et des hommes
- 2005 : Tigre
- 2006 : Feux de forêt
- 2006 : Pilote Attitude 2
- 2006 : De plumes et de fer 2
- 2007 : Dragon H24
- 2008 : Athos check
- 2009 : La grande épopée
- 2010 : 66 Sang & or
- 2011 : D'un siècle à l'autre
- 2011 : Au cœur de l'action : Hélicoptères
- 2012 : Mer : histoires si particulières
- 2013 : De plumes et de fer Nature[2]
- 2015 : Coffret De plumes et de fer
- 2016 : Coffret 747
- 2017 : Carnet de vol
- 2017 : Canigo de haut vol
- 2017 : Coffret Rafale
- 2018 : Aviateurs, Les Gens d'Air

## Prix
- 2006 : Prix Malfanti du plus beau livre aéronautique de l'année décerné par l'Aéro-Club de France pour le livre De plumes et de fer.

## Titre

### 2019: Peintre de l'Air et de l'Espace.
Rémy Michelin reçoit ce prix pour sa carrière aéronautique. Ouvert seulement aux peintres et sculpteurs, il est le premier photographe à recevoir ce titre.

## Décoration
- Médaille de l'Aéronautique (2023)[4]

## Expositions
- 2008 à 2012 : "Des ailes et des hommes de l'Armée de l'Air"
- 2009 et 2012 : "De plumes et de fer" chez Air France
- 2013 : "De plumes et de fer" à Monaco pour la convention Dassault Système
- 2018 : "De plumes et de fer" au Salon du Bourget, Paris, chalet Apave